# Ödön Nádas
Ödön Nádas (Budapeste, 12 de setembro de 1891 — 9 de outubro de 1951) foi um técnico de futebol húngaro.

## Carreira
Nádas treinou a Hungria entre os anos de 1932 e 1934, inclusive durante a Copa do Mundo de 1934, na Itália, alcançando a 6ª posição ao final da Copa.